# 1932年ロサンゼルスオリンピック
1932年ロサンゼルスオリンピック（1932ねんロサンゼルスオリンピック）は、1932年7月30日から8月14日まで、アメリカ合衆国のロサンゼルスで行われたオリンピック競技大会。ロサンゼルス1932（Los Angeles 1932）と呼称される。

## 開催地
開催招致に際し、ロサンゼルス以外に立候補した都市がなかったので無投票で決まった。
1929年10月の世界恐慌の影響で、選手及び役員の派遣を見送った国が続出して前回大会の約半分にまで減り、失業者達がスタジアムに向けてデモを行った事もあった。

## ハイライト

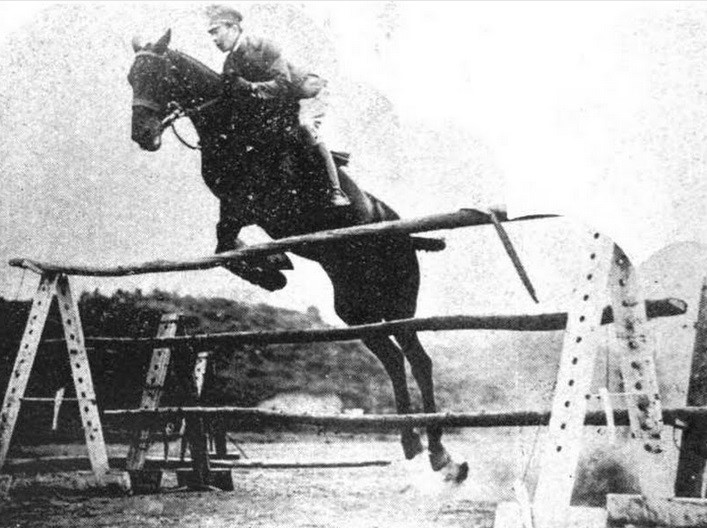
障害飛越の西とウラヌス

- 初めて選手村が建設されたが、使用できたのは男子選手のみであった。
- 開会宣言はチャールズ・カーティス。選手宣誓はジョージ・カルナン。
- 平沼亮三が日本選手団長を務めた。
- 開会式で馬術選手は当時騎兵将校しか参加資格が無かったため、ユニフォームを着た他の選手とは別に軍服姿で入場行進をしている。
- 陸上競技で初めて写真判定装置が用いられた。
- 全ての計時を一社が担当する事になり、委託されたオメガはヌーシャテル天文台で検定された30個のクロノグラフを用意した。
- ホッケー競技に参加した国は、開催国のアメリカ合衆国およびイギリス領インド帝国、日本の3か国にとどまったため、3か国でリーグ戦を行いイギリス領インド、日本、アメリカの順でメダルが決定した。
- 五輪三大会連続出場のエース、フィンランドのパーヴォ・ヌルミはアマチュア規定に抵触のため、参加が認められなかった事でも知られる。
- 男子競泳は、日本勢が400メートル自由形をのぞく5種目を制した。
- 馬術のグランプリ障害飛越競技では、日本の西竹一中佐が愛馬のウラヌス号を駆って金メダルを獲得。当時の馬術競技は大会最終日にメイン・スタジアムで行われる花形競技であり、『バロン・ニシ』の名前は一躍有名となった。また同じく総合馬術競技耐久種目に出場した城戸俊三中佐は、愛馬・久軍号の疲労が著しく、どうしても障害を飛越しなかったため、完走直前でやむなく途中棄権した。これが「競技より馬を優先した」と受け取られ、動物愛護の観点から勝者に劣らぬ賞賛を受けた[注 2]。
- 東京・大阪の朝日新聞は日本選手団の応援歌を公募した。当時17歳の少年斎藤龍の詩が当選し、山田耕筰が作曲を担当し「走れ大地を」の曲題がつけられた。開会2か月前に日本コロムビアから中野忠晴の歌唱で、レコードを発売。日本選手団が躍進したこともあって売上、評判ともに上々で、次のベルリン大会の際にも再発された。
- 日本放送協会は、日本初のラジオによるオリンピック実況中継を実現するため、現地に3人のアナウンサーを派遣した。しかし、ラジオでのオリンピック放送が観客減少に繋がることを懸念した[2]アメリカオリンピック委員会とNBCとの交渉が決裂したため、実況生中継が出来なくなってしまった。そこでアナウンサーが競技の模様をメモに記録し、スタジオに戻ってからそのメモを元に、あたかも実況中継を行うように放送するという「実感放送」が行われた。このロサンゼルス大会でラジオ放送を行ったのは日本のみで[2]、アメリカ本国では放送されなかった。
- のちに作家となった田中英光が、早大競艇部員としてボート競技に参加しており、この時選手団の中にいた陸上競技選手の女性に恋をした経緯を綴った小説が、1940年（昭和15年）に発表された『オリンポスの果実』である。

## 実施競技
- 陸上競技
- 競泳
- 飛込
- 水球
- ボート
- ホッケー
- ボクシング
- 体操
- レスリング

- セーリング
- ウエイトリフティング
- 自転車
- 馬術
- フェンシング
- 射撃
- 近代五種競技
- アメリカンフットボール
- ラクロス

この大会ではサッカー競技は開催されなかったが、その理由は、大会前年にIOCが選手が競技会に参加する場合に休業補償をしない事を決めたにもかかわらず国際サッカー連盟（FIFA）が補償をおこない、IOCの決定に反した行為を行った為であった。

## 競技会場
- エクスポジション・パーク
  - オリンピックスタジアム
  - スイミング・スタジアム
- オリンピック・オーディトリアム
- ローズボウル
- リバーサイド・ドライブ
- ロングビーチ・マリンスタジアム

出典

## 各国の獲得メダル

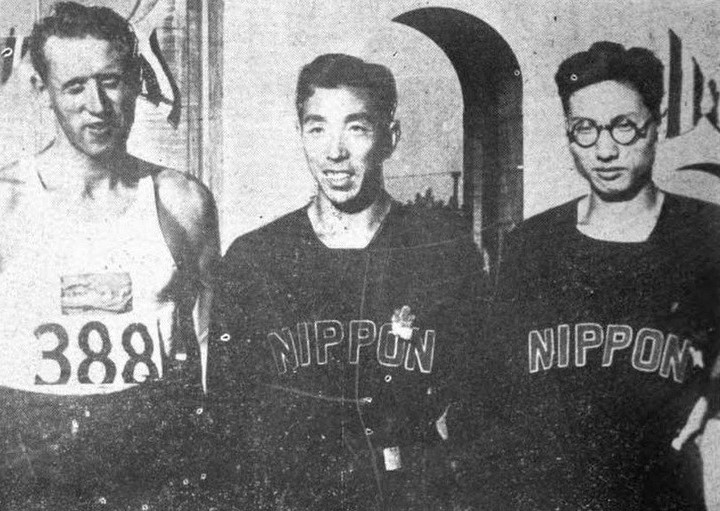
三段跳びの金・南部（中央）、銀・スベンソン（左）、銅・大嶋

| 順 | 国・地域                 | 金 | 銀 | 銅 | 計  |
| -- | ------------------------ | -- | -- | -- | --- |
| 1  | アメリカ合衆国（開催国） | 41 | 32 | 30 | 103 |
| 2  | イタリア                 | 12 | 12 | 12 | 36  |
| 3  | フランス                 | 10 | 5  | 4  | 19  |
| 4  | スウェーデン             | 9  | 5  | 9  | 23  |
| 5  | 日本                     | 7  | 7  | 4  | 18  |
| 6  | ハンガリー               | 6  | 4  | 5  | 15  |
| 7  | フィンランド             | 5  | 8  | 12 | 25  |
| 8  | イギリス                 | 4  | 7  | 5  | 16  |
| 9  | ドイツ                   | 3  | 12 | 5  | 20  |
| 10 | オーストラリア           | 3  | 1  | 1  | 5   |